# Блик, Доротея
Доротея Блик (нем. Dorothea Bleek; 27 марта 1873— 27 июня 1948) — немецкая лингвистка.
Пятая дочь видного лингвиста Вильгельма Блика, она унаследовала от своего отца и от продолжившей его исследования своей тёти Люси Ллойд интерес к языкам и культурам Южной Африки. Большую часть жизни Доротея Блик посвятила исследованию языка и культуры бушменов. В 1956 г. был издан подготовленный ею на основе работ Вильгельма Блика, Люси Ллойд и её собственных Словарь бушменского языка. Среди многих экспедиций по Южной Африке, предпринятых Блик, выделяется экспедиция 1925 г., предпринятая совместно с ботаником Мэри Агард Покок.
Фонд рукописей и фотографий Бликов и Ллойд, хранящийся в университете Кейптауна, включён ЮНЕСКО в программу «Память мира», объединяющую наиболее ценные архивные источники по истории человечества.